# Szilvágy
Szilvágy is een plaats (község) en gemeente in het Hongaarse comitaat Zala. Szilvágy telt 237 inwoners (2001).